# キューゲ
キューゲ（Køge [ˈkʰøː(j)ə]）は、デンマークのシェラン島、シェラン地域にある都市。人口38,304人（2022年）。発音により正確に表記すると「キューエ」もしくは「クェーエ」となる。

## 姉妹都市
- エスポー、フィンランド
- クライペダ、リトアニア